# Кайраклинский сельсовет
Кайраклинский  сельсове́т (баш. Ҡайраклы ауыл советы) — упразднённая в 2008 году административно-территориальная единица и сельское поселение (тип муниципального образования) в составе составе Альшеевского района. Объединён с Аксёновским сельсоветом.
Почтовый индекс — 452130. Код ОКАТО — 80202825000.

## Состав сельского поселения
| № | Населённый пункт | Тип населённого пункта       | Население |
| - | ---------------- | ---------------------------- | --------- |
| 1 | Кайраклы         | село, административный центр | ↘186      |
| 2 | Ханжарово        | деревня                      | ↗226      |
| 3 | Бикчагул         | деревня                      | ↗114      |
| 4 | Андриановка      | деревня                      | ↘53       |
| 5 | Ярабайкуль       | деревня                      | ↗15       |

## История
Закон Республики Башкортостан от 19.11.2008 N 49-з «Об изменениях в административно-территориальном устройстве Республики Башкортостан в связи с объединением отдельных сельсоветов и передачей населённых пунктов», ст.1 гласил :
 "Внести следующие изменения в административно-территориальное устройство Республики Башкортостан:
 б) объединить Аксёновский и Кайраклинский сельсоветы с сохранением наименования «Аксёновский» с административным центром в селе Аксёново.
Включить село Кайраклы, деревни Андриановка, Бикчагул, Ханжарово, Ярабайкуль Кайраклинского сельсовета в состав Аксёновского сельсовета.

Утвердить границы Аксёновского сельсовета согласно представленной схематической карте.

Исключить из учётных данных Кайраклинский сельсовет;

## Географическое положение
На 2008 год граничил с муниципальными образованиями: Слаковский сельсовет, Аксёновский сельсовет, Воздвиженский сельсовет («Закон Республики Башкортостан от 17.12.2004 N 126-з (ред. от 19.11.2008) „О границах, статусе и административных центрах муниципальных образований в Республике Башкортостан“ (принят Государственным Собранием — Курултаем — РБ 16.12.2004)»). Находился в 0,39 км к северо-востоку от железнодорожного населенного пункта разъезд Алдарово.

## Природа
Крупная река — Слак.